# Associazione Calcio Rhodense 1984-1985
Questa voce raccoglie le informazioni riguardanti l'Associazione Calcio Rhodense nelle competizioni ufficiali della stagione 1984-1985.

## Rosa
| N. |                   | Ruolo | Calciatore         |
| -- | ----------------- | ----- | ------------------ |
|    | Italia (bandiera) | C     | Gilberto Bonini    |
|    | Italia (bandiera) | D     | Roberto Borrini    |
|    | Italia (bandiera) | C     | Alberto Borsani    |
|    | Italia (bandiera) | A     | Eugenio Coratella  |
|    | Italia (bandiera) | P     | Fabio Corti        |
|    | Italia (bandiera) | A     | Gaetano Destito    |
|    | Italia (bandiera) | D     | Silvano Diligenti  |
|    | Italia (bandiera) | D     | Luciano Fochesato  |
|    | Italia (bandiera) | D     | Luca Zoia          |
|    | Italia (bandiera) | A     | Roberto Grigis     |
|    | Italia (bandiera) | D     | Oscar Lesca        |
|    | Italia (bandiera) | A     | Marco Limetti      |
|    | Italia (bandiera) | A     | Gabriele Magnifico |
|    | Italia (bandiera) | C     | Francesco Marchese |

| N. |                   | Ruolo | Calciatore              |
| -- | ----------------- | ----- | ----------------------- |
|    | Italia (bandiera) | C     | Carlo Mastrodonato      |
|    | Italia (bandiera) | C     | Costante Mastroluca     |
|    | Italia (bandiera) | A     | Gianpietro Novara       |
|    | Italia (bandiera) |       | Orbetegli               |
|    | Italia (bandiera) |       | Peruzzo                 |
|    | Italia (bandiera) | C     | Gianpiero Pozzoli       |
|    | Italia (bandiera) | C     | Giovanni Rocchi         |
|    | Italia (bandiera) | C     | Romeo Giovanni Battista |
|    | Italia (bandiera) | D     | Davide Seminario        |
|    | Italia (bandiera) |       | Serratore               |
|    | Italia (bandiera) | C     | Antonio Simonini        |
|    | Italia (bandiera) | P     | Massimiliano Tagliabue  |
|    | Italia (bandiera) | C     | Vitale Stefano          |